# Beweging voor de Autonomieën
De Beweging voor de Autonomieën (Italiaans: Movimento per le Autonomie; afgekort MpA) is een Italiaanse politieke partij die op 30 april 2005 werd gevormd door centrumrechtse dissidenten uit de Unie van Christendemocraten en Centrum-Democraten en de Alleanza Nazionale en onder leiding staat van Raffaele Lombardo. Lombardo is lid van het Europees Parlement (Europese Volkspartij) en voorzitter van de regering van de provincie Catania.
De Beweging voor de Autonomieën streeft naar autonomie voor Zuid-Italië (en Sicilië in het bijzonder).
Van 16 tot 18 december 2005 hield de MpA haar eerste congres in Bari. Men koos voor de ideologie van het centrisme. Aanvankelijk was het nog niet duidelijk bij welke alliantie de Movimento zich zou aansluiten (L'Unione of Casa delle Libertà). Op 4 februari 2006 werd een verkiezingsalliantie met de Lega Nord van Umberto Bossi aangekondigd. Door deze alliantie werd de MpA opgenomen in het Huis van de Vrijheden (Casa delle Libertà) van Silvio Berlusconi. Volgens Lombardo is samenwerking met de centrumlinkse De Unie (L'Unione) uitgesloten omdat De Unie tegen de bouw van de Messinabrug is en omdat De Unie mogelijk het geregistreerd partnerschap voor mensen van gelijke sekse wil invoeren als het aan de macht komt.

## Partijleiding
- Voorzitter: Raffaele Lombardo